# تفسير ابن عباس
تفسير ابن عباس مجموعة من المرويات في تفسير القرآن الكريم تنسب أو تسند إلى ابن عباس.

## تنوير المقباس
هناك تفسير مطبوع يُنسب إلى ابن عباس بعنوان «تنوير المقباس من تفسير ابن عباس» جمعه الفيروز آبادي، صاحب القاموس المحيط، يشار إليه كذلك بـ «تفسير ابن عباس»، وهي رواية السدي الصغير عن محمد بن السائب الكلبي، عن أبي صالح السمان عن ابن عباس؛ وقد شكك عدد من العلماء في صحة الروايات بالكتاب، واستشهدوا بقول الشافعي: «لم يثبت عن ابن عباس في التفسير إلا شبيه بمائة حديث»، وقول ابن تيمية: «وموسى بن عبد الرحمن هذا من الكذابين، قال أبو أحمد بن عدي فيه: منكر الحديث، وقال أبو حاتم ابن حبان: دجال يضع الحديث، وضع على ابن جريج عن عطاء عن ابن عباس كتابًا في التفسير، جمعه من كلام الكلبي ومقاتل.»، وقال جلال الدين السيوطي: «وأوهى طرقه – يعني طرق التفسير عن ابن عباس - طريق الكلبي عن أبي صالح عن ابن عباس، فإن انضم إلى ذلك رواية محمد بن مروان السدي الصغير فهي سلسلة الكذب.». فقال محمد بن محمد أبو شهبة: «أما التفسير المنسوب إليه ففي صحة نسبته إليه شك غير قليل.»، وقال الشوكاني: «ومن جملة التفاسير التي لا يوثق بها "تفسير ابن عباس"، فإنه مروي من طريق الكذابين كالكلبي والسدي ومقاتل، ذكر معنى ذلك السيوطي وقد سبقه إلى معناه ابن تيمية.» ويقول مشهور حسن: «طُبِعَ كتاب منسوب لابن عباس ، وهو من طريق محمد بن مروان السدي الصغير عن الكلبي عن أبي صالح عن ابن عباس، كما ذُكِر إسناده في أول الكتاب وفي مواضع منه وقد جمعه الفيروزابادي "صاحب القاموس" من كتب التفسير التي أدخل أصحابها هذا الطريق في تفاسيرهم كالثعلبي والواحدي‚ فهذا التفسير لا يعتمد عليه ولا تصح نسبته إلى ابن عباس.».

## صحيفة علي بن أبي طلحة

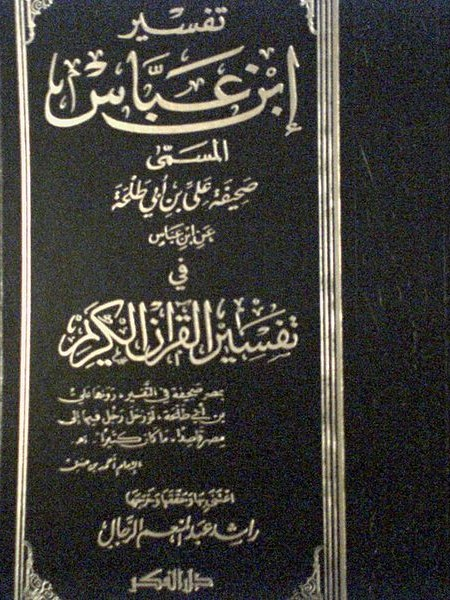
غلاف كتاب تفسير ابن عباس، المُسمَّى صحيفة علي بن أبي طلحة عن ابن عباس في تفسير القرآن الكريم.

هناك تفسير آخر ينسب لابن عباس بعنوان «صحيفة علي بن أبي طلحة في التفسير» ذكرها السيوطي في الإتقان عن أحمد بن حنبل: «وَقَدْ وَرَدَ عَنِ ابْنِ عَبَّاسٍ فِي التَّفْسِيرِ مَا لَا يُحْصَى كَثْرَةً وَفِيهِ رِوَايَاتٌ وَطُرُقٌ مُخْتَلِفَةٌ فَمِنْ جَيِّدِهَا طَرِيقُ عَلِيِّ بْنِ أَبِي طَلْحَةَ الْهَاشِمِيِّ عَنْهُ قَالَ أَحْمَدُ بْنُ حَنْبَلٍ "بِمِصْرَ صَحِيفَةٌ فِي التَّفْسِيرِ رَوَاهَا عَلِيُّ بْنُ أَبِي طَلْحَةَ لَوْ رَحَلَ رَجُلٌ فِيهَا إِلَى مِصْرَ قَاصِدًا مَا كَانَ كَثِيرًا.» لكن هذه «الصحيفة» قد ضاعت وخلت منها المكتبات التي تهتم بالتراث والمخطوطات، في العصر الحديث قام الباحث راشد بن عبد المنعم الرجال بجمع مرويات تلك الصحيفة وأخرجها بعنوان «تفسير ابن عباس المسمى: صحيفة علي بن أبي طلحة في تفسير القرآن الكريم»

## تفاسير أخرى
في العصر الحديث أيضًا قام الباحث عبد العزيز بن عبد الله الحميدى في رسالة دكتوراه بجمع تفسير ابن عباس من كتب السنة بعنوان «تفسير ابن عباس ومروياته في التفسير من كتب السنة».